# Schöllhornite
La schöllhornite è un minerale.